# داریوش گارلند
داریوش گارلند (انگلیسی: Darius Garland؛ زادهٔ ۲۶ ژانویهٔ ۲۰۰۰) بازیکن بسکتبال اهل ایالات متحده آمریکا است.

## حرفه
از باشگاه‌هایی که در آن بازی کرده‌است می‌توان به کلیولند کاوالیرز اشاره کرد.